# Fontana del Belvedere di Capodimonte

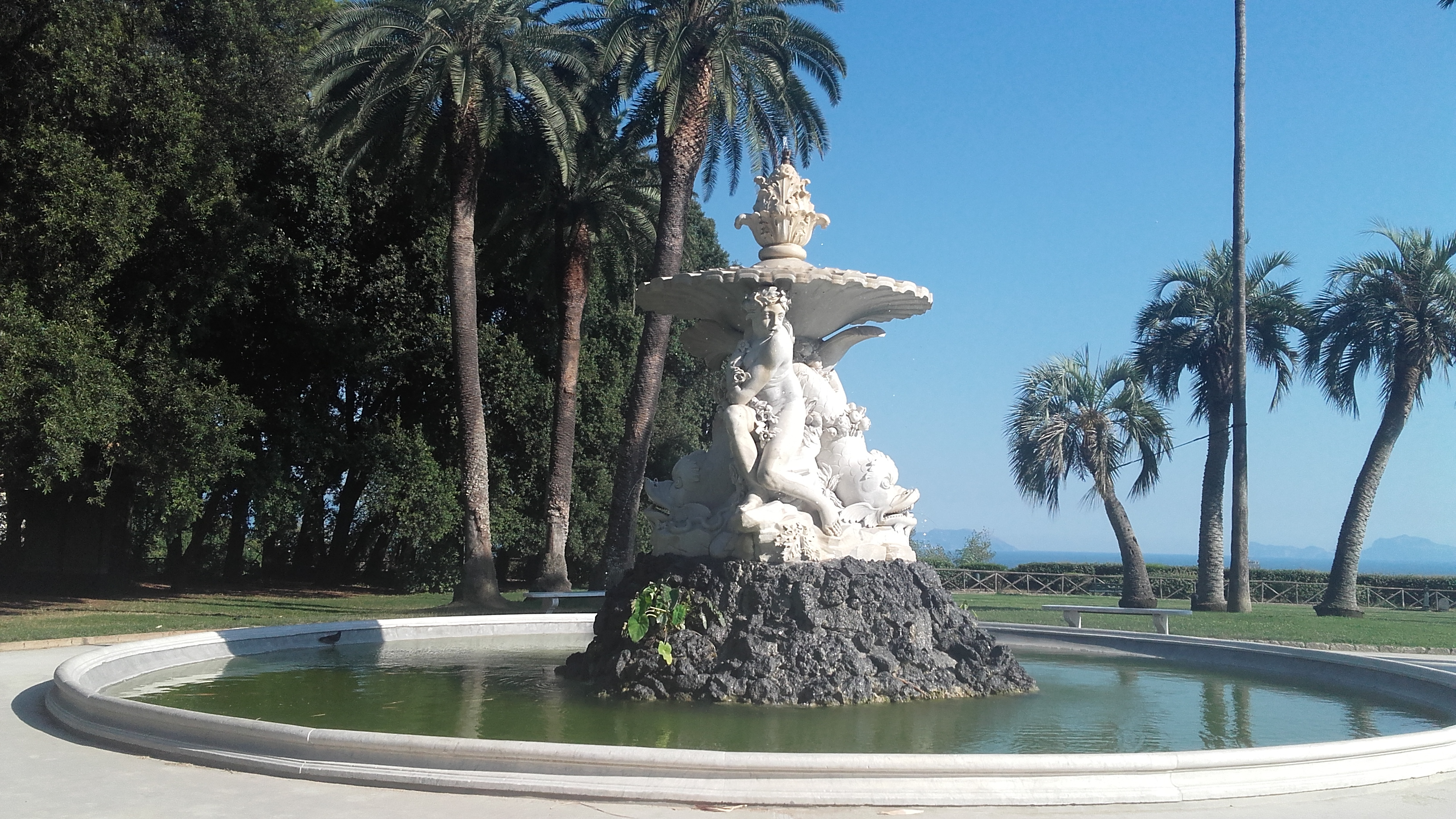
La fontana dopo il restauro (2019)

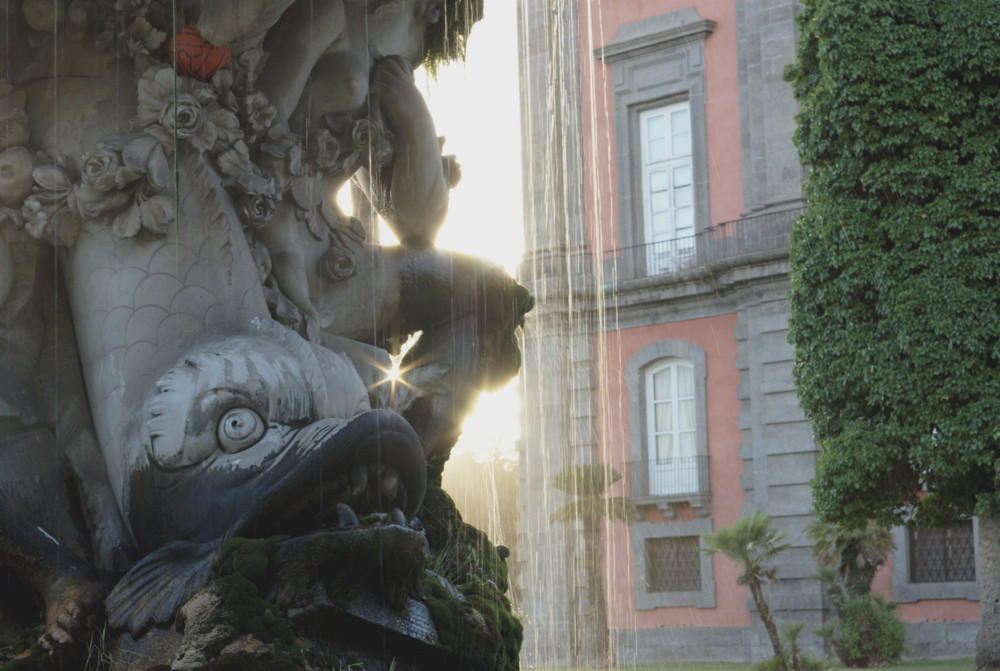
Particolare del delfino

La fontana del Belvedere di Capodimonte è una fontana monumentale di Napoli.
È collocata all'interno del parco di Capodimonte, sul lato orientale della reggia, nella parte detta del belvedere dal momento che è possibile osservare un ampio scorcio panoramico della città.
Il gruppo scultoreo che costituisce l'elemento principale della fontana, in marmo di Carrara, raffigura una figura maschile e una femminile e delfini. Opera del fiammingo Giuseppe Canart, originariamente era collocato al centro di una vasca situata presso il giardino della fruttiera, vicino al casamento della torre. Nel 1885 re Umberto I di Savoia promosse la sistemazione dell'area del belvedere e decise il trasferimento del gruppo scultoreo che fu qui collocato, al centro di una vasca larga venti metri. Il gruppo per l'occasione fu restaurato dallo scultore Antonio Belliazzi.
Nel 2019 viene sottoposta ad una utile opera di pulitura e restauro sponsorizzata da Ferrarelle. Dopo tale intervento, la fontana è visibile nei suoi  colori originali.